# Santa Sofia a Via Boccea (titolo cardinalizio)
Santa Sofia a Via Boccea (in latino Titulus Sanctae Sophiae in via Boccea) è un titolo cardinalizio istituito da papa Giovanni Paolo II il 25 maggio 1985. Il titolo insiste sulla basilica di Santa Sofia, appartenente alla Chiesa greco-cattolica ucraina, nel quartiere Primavalle, chiesa rettoria della parrocchia di Santa Maria della Presentazione.
Dal 7 dicembre 2024 il titolare è il cardinale Mykola Byčok, C.SS.R., eparca dei Santi Pietro e Paolo di Melbourne degli ucraini.

## Titolari
- Myroslav Ivan Ljubačivs'kyj (25 maggio 1985 - 14 dicembre 2000 deceduto)
- Ljubomyr Huzar, M.S.U. (21 febbraio 2001 - 31 maggio 2017 deceduto)
- Mykola Byčok, C.SS.R., dal 7 dicembre 2024